# Science Park Jönköping
Science Park Jönköping är en utvecklings- och företagspark i Jönköping, Sverige. I Science Park Jönköping finns cirka 120 företag (maj 2009). Fokus ligger inom kompetensområden trådlösa nätverk, robust teknik och IT.
Science Park Jönköping bedriver även en inkubator. Syftet med inkubatorn är att stödja och möjliggöra en snabb utveckling av företag med skalbara idéer på kortast möjliga tid.
Huvudaktörer i Science Park Jönköping är Jönköpings kommun och Högskolan i Jönköping. Verksamheten finansieras även av Innovationsbron och EU och samverkan sker med flera andra aktörer inom finansiering och rådgivning.